# Vladimir Dyadyun
Bản mẫu:Eastern Slavic name
Vladimir Sergeyevich Dyadyun (tiếng Nga: Владимир Сергеевич Дядюн; sinh ngày 12 tháng 7 năm 1988) là một tiền đạo bóng đá người Nga. Anh thi đấu cho F.K. Rostov.

## Sự nghiệp câu lạc bộ

### Rubin
Anh có màn ra mắt tại Giải bóng đá ngoại hạng Nga năm 2007 cho Rubin Kazan.

### Spartak Nalchik
Trong chiến dịch Giải bóng đá ngoại hạng Nga 2010, anh ghi 4 bàn thắng trong 4 trận đầu tiên cho Spartak Nalchik, giúp câu lạc bộ có sự dẫn đầu không ngờ trong giải tại thời điểm đó. Anh tiếp tục phong độ hoàn hảo trong cú hat-trick đầu tiên của sự nghiệp vào ngày 26 tháng 9 năm 2010 trước Dynamo Moskva, ghi tất cả các bàn thắng trong thắng lợi 3–0.

### Dynamo
Mùa hè năm 2013, Dyadyun ký bản hợp đồng vĩnh viễn cùng với Dynamo Moskva.

### Rubin
Năm tiếp theo, Dyadun trở lại câu lạc bộ nơi bắt đầu sự nghiệp của mình.

### Thống kê sự nghiệp
Tính đến 13 tháng 5 năm 2018
| Câu lạc bộ             | Mùa giải             | Giải vô địch                | Giải vô địch | Giải vô địch | Cúp     | Cúp       | Châu lục | Châu lục  | Khác    | Khác      | Tổng cộng | Tổng cộng |
| Câu lạc bộ             | Mùa giải             | Hạng đấu                    | Số trận      | Bàn thắng    | Số trận | Bàn thắng | Số trận  | Bàn thắng | Số trận | Bàn thắng | Số trận   | Bàn thắng |
| ---------------------- | -------------------- | --------------------------- | ------------ | ------------ | ------- | --------- | -------- | --------- | ------- | --------- | --------- | --------- |
| F.K. Rubin Kazan       | 2005                 | Giải bóng đá ngoại hạng Nga | 0            | 0            | 0       | 0         | –        | –         | –       | –         | 0         | 0         |
| F.K. Rubin Kazan       | 2006                 | Giải bóng đá ngoại hạng Nga | 0            | 0            | 0       | 0         | 0        | 0         | –       | –         | 0         | 0         |
| F.K. Rubin Kazan       | 2007                 | Giải bóng đá ngoại hạng Nga | 5            | 1            | 1       | 0         | –        | –         | –       | –         | 6         | 1         |
| F.K. Rostov            | 2008                 | FNL                         | 32           | 7            | 0       | 0         | –        | –         | –       | –         | 32        | 7         |
| F.K. Tom Tomsk         | 2009                 | Giải bóng đá ngoại hạng Nga | 20           | 0            | 0       | 0         | –        | –         | –       | –         | 20        | 0         |
| P.F.K. Spartak Nalchik | 2010                 | Giải bóng đá ngoại hạng Nga | 28           | 10           | 1       | 0         | –        | –         | –       | –         | 29        | 10        |
| F.K. Rubin Kazan       | 2011–12              | Giải bóng đá ngoại hạng Nga | 30           | 3            | 4       | 0         | 12       | 3         | –       | –         | 46        | 6         |
| F.K. Rubin Kazan       | 2012–13              | Giải bóng đá ngoại hạng Nga | 23           | 7            | 1       | 0         | 8        | 2         | 1       | 1         | 33        | 10        |
| F.K. Dynamo Moskva     | 2013–14              | Giải bóng đá ngoại hạng Nga | 19           | 0            | 1       | 0         | –        | –         | –       | –         | 20        | 0         |
| F.K. Rubin Kazan       | 2014–15              | Giải bóng đá ngoại hạng Nga | 22           | 2            | 3       | 1         | –        | –         | –       | –         | 25        | 3         |
| F.K. Rubin Kazan       | 2015–16              | Giải bóng đá ngoại hạng Nga | 14           | 0            | 0       | 0         | 7        | 0         | –       | –         | 21        | 0         |
| F.K. Rubin Kazan       | 2016–17              | Giải bóng đá ngoại hạng Nga | 0            | 0            | 0       | 0         | –        | –         | –       | –         | 0         | 0         |
| F.K. Rubin Kazan       | Tổng cộng (3 spells) | Tổng cộng (3 spells)        | 94           | 13           | 9       | 1         | 27       | 5         | 1       | 1         | 131       | 20        |
| F.K. Rostov            | 2017–18              | Giải bóng đá ngoại hạng Nga | 16           | 1            | 1       | 0         | –        | –         | –       | –         | 17        | 1         |
| F.K. Rostov            | Tổng cộng (2 spells) | Tổng cộng (2 spells)        | 48           | 8            | 1       | 0         | 0        | 0         | 0       | 0         | 49        | 8         |
| Tổng cộng sự nghiệp    | Tổng cộng sự nghiệp  | Tổng cộng sự nghiệp         | 209          | 31           | 12      | 1         | 27       | 5         | 1       | 1         | 249       | 38        |

## Sự nghiệp quốc tế
Vào tháng 10 năm 2011, lần đầu tiên anh được triệu tập vào Đội tuyển bóng đá quốc gia Nga.